# Kotaro Tokunaga
Kotaro Tokunaga (徳永 晃太郎 Tokunaga Kotaro?), född 10 november 1996 i Osaka prefektur, är en japansk fotbollsspelare.
Tokunaga började sin karriär 2019 i Azul Claro Numazu.